# Boswell Williams
Boswell Williams (* 1926; † 20. Juli 2014 in Sans Soucis) war ein Politiker aus Saint Lucia sowie Generalgouverneur von Saint Lucia.

## Biografie
Williams wurde 1974 ins Parlament von St. Lucia gewählt und vertrat in diesem bis 1979 die Interessen des Wahlkreises Vieux Fort.
Am 19. Juni 1980 wurde er als Nachfolger von Sir Allen Montgomery Lewis Generalgouverneur von St. Lucia und bekleidete dieses Amt als Repräsentant der britischen Monarchin Elisabeth II. bis zu seinem Rücktritt am 13. Dezember 1982. In seine Amtszeit fiel die schwerste Verfassungskrise von St. Lucia: Nachdem der Entwurf des Haushaltsplan von Premierminister Allan Louisy abgelehnt wurde, traten zunächst einige Minister zurück, ehe schließlich auch Louisy sein Amt am 4. Mai 1981 niederlegte. Die nachfolgenden Regierungen von Winston Cenac und Michael Pilgrim waren ebenfalls nur von kurzer Dauer. 
Nachfolger als Generalgouverneur wurde wiederum Sir Allen Montgomery Lewis.